# Championnat du Lesotho de football 2009-2010
Navigation
Édition précédente Édition suivante
La saison 2009-2010 du Championnat du Lesotho de football est la quarante-et-unième édition du championnat de première division au Lesotho. Les seize équipes engagées sont regroupées au sein d'une poule unique où elles affrontent deux fois leurs adversaires, à domicile et à l'extérieur. En fin de saison, pour permettre le passage du championnat de 16 à 14 formations, les quatre derniers du classement sont relégués et remplacés par les deux meilleurs clubs de deuxième division.
C'est le Matlama FC qui remporte la compétition cette saison après avoir terminé en tête du classement, avec quatre points d'avance sur le tenant du titre, le Lioli FC. C'est le neuvième titre de champion du Lesotho de l'histoire du club.

## Participants
- Lesotho Defence Force FC
- Likhopo FC
- Joy FC
- Lesotho Correctional Services
- Matlama FC
- Linare FC
- LMPS FC
- Swallows FC
- Lerotholi Polytechnics FC
- Botha Bothe Roses FC
- Lioli FC
- Bantu United - Promu de D2
- Mphatlalatsane FC
- Matjantja FC
- Roma Rovers
- Nyenye Rovers - Promu de D2

## Compétition

### Classement
Le classement est établi sur le barème de points classique : victoire à 3 points, match nul à 1, défaite à 0.
| Rang | Équipe                        | Pts | J  | G  | N  | P  | Bp | Bc | Diff |
| ---- | ----------------------------- | --- | -- | -- | -- | -- | -- | -- | ---- |
| 1    | Matlama FC                    | 63  | 30 | 18 | 9  | 3  | 48 | 21 | +27  |
| 2    | Lioli FC'T'C                  | 59  | 30 | 17 | 8  | 5  | 38 | 15 | +23  |
| 3    | LMPS FC                       | 56  | 30 | 17 | 5  | 8  | 46 | 32 | +14  |
| 4    | Lesotho Defence Force FC      | 55  | 30 | 16 | 7  | 7  | 41 | 27 | +14  |
| 5    | Lesotho Correctional Services | 52  | 30 | 15 | 7  | 8  | 49 | 31 | +18  |
| 6    | Bantu UnitedP                 | 51  | 30 | 14 | 9  | 7  | 37 | 26 | +11  |
| 7    | Likhopo FC                    | 43  | 30 | 12 | 7  | 11 | 32 | 32 | 0    |
| 8    | Linare FC                     | 41  | 30 | 11 | 8  | 11 | 42 | 31 | +11  |
| 9    | Joy FC                        | 38  | 30 | 9  | 11 | 10 | 29 | 25 | +4   |
| 10   | Mphatlalatsane FC             | 36  | 30 | 7  | 15 | 8  | 28 | 25 | +3   |
| 11   | Swallows FC                   | 35  | 30 | 10 | 5  | 15 | 32 | 46 | -14  |
| 12   | Lerotholi Polytechnics FC     | 34  | 30 | 8  | 10 | 12 | 29 | 33 | -4   |
| 13   | Matjantja FC                  | 33  | 30 | 9  | 6  | 15 | 39 | 47 | -8   |
| 14   | Nyenye RoversP                | 29  | 30 | 7  | 8  | 15 | 24 | 39 | -15  |
| 15   | Roma Rovers                   | 19  | 30 | 5  | 7  | 18 | 24 | 50 | -26  |
| 16   | Botha Bothe Roses FC          | 10  | 30 | 2  | 4  | 24 | 17 | 78 | -61  |

|  | Qualification pour la Ligue des champions de la CAF 2011                                |
|  | Relégation en deuxième division                                                         |
|  | T : Tenant du titre C : Vainqueur de la Coupe du Lesotho P : Promu de deuxième division |

## Bilan de la saison
| Championnat du Lesotho de football 2009-2010                        |                       |
| Champion                                                            | Matlama FC (9e titre) |
| Coupes et trophées                                                  |                       |
| Vainqueur de la Coupe du Lesotho 2009-2010                          | Lioli FC              |
| Qualifications continentales                                        |                       |
| Ligue des champions de la CAF 2011                                  | Matlama FC            |
| Coupe de la confédération 2011                                      | Aucun                 |
| Promotions et relégations                                           |                       |
| Promus en Championnat du Lesotho de football                        | Maduma FC             |
| Promus en Championnat du Lesotho de football                        | Mabeoana FC           |
| Relégués en Championnat du Lesotho de football de deuxième division | Matjantja FC          |
| Relégués en Championnat du Lesotho de football de deuxième division | Nyenye Rovers         |
| Relégués en Championnat du Lesotho de football de deuxième division | Roma Rovers           |
| Relégués en Championnat du Lesotho de football de deuxième division | Botha Bothe Roses FC  |